# Sassandra (Fluss)
Der Sassandra ist ein Fluss im Westen der Elfenbeinküste. Er ist gemessen am Einzugsgebiet der zweitgrößte und am Abfluss der größte Fluss in der Elfenbeinküste.

## Verlauf
Die Angaben über den Ursprung sind unterschiedlich. In manchen Quellen bildet er sich aus dem Tienba (Tyemba), der in den Hochländern im Norden der Elfenbeinküste entspringt (zwischen Odienné und Boundiali), und dem Gouan (auch bekannt als Bafing Sud), der im Westen in den Gebirgen Guineas seinen Ursprung hat. Meist jedoch ist der Quellfluss der in Guinea, in der Nähe von Beyla entspringende Feredougouda, der nach der Mündung des Boa den Namen Sassandra trägt.

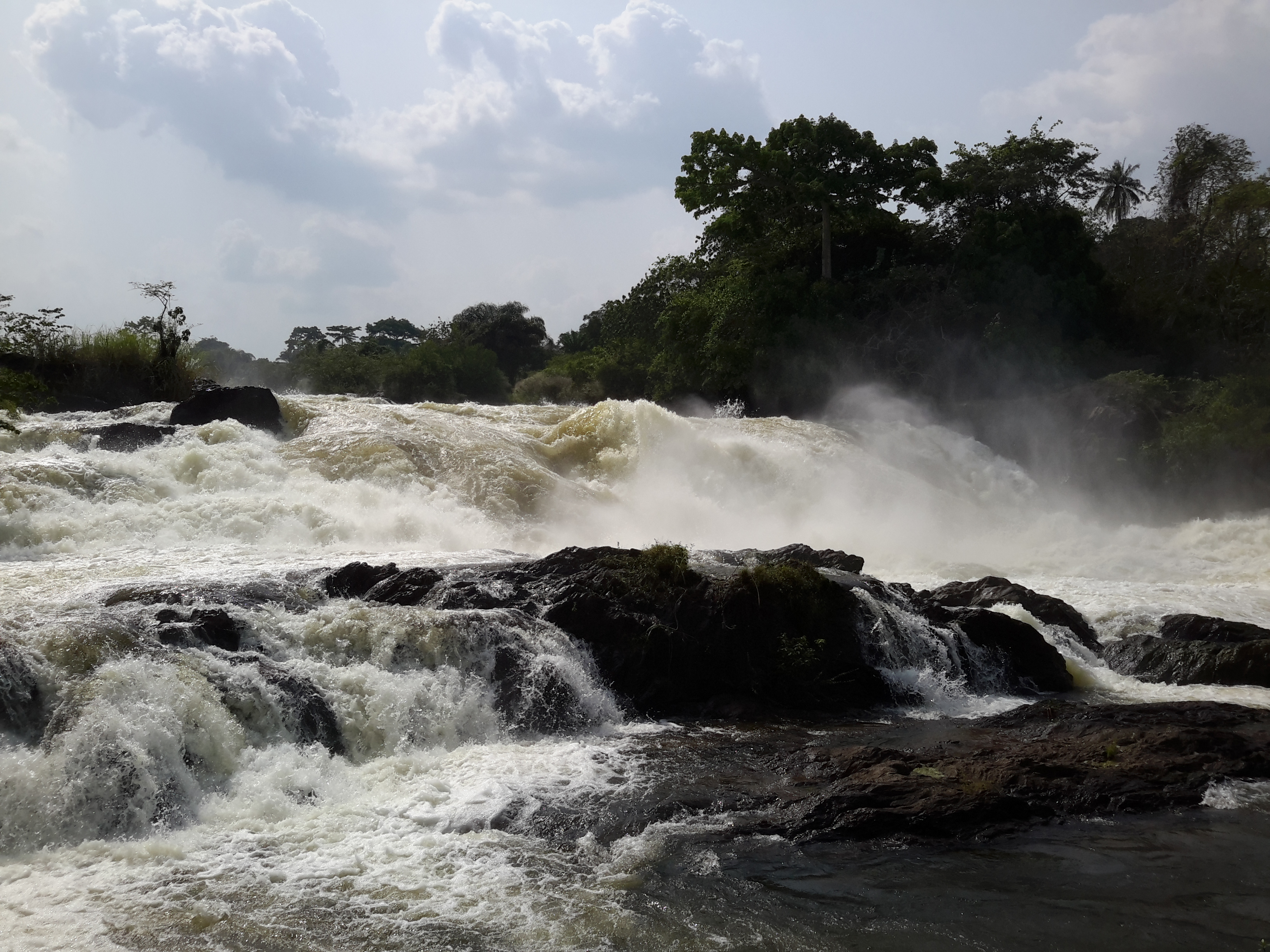
Die Nawa-Fälle

Der Feredougouda fließt in Richtung Osten und bildet dabei auf einem Stück von etwa 100 km die Grenze zwischen Guinea und der Elfenbeinküste. Nach etwa 250 km knickt er nach rechts ab und verläuft nach Süd-Südosten zum Atlantik. Dabei bildet er nach weiteren 50 km die Ostgrenze zu dem Nationalpark Mont Sangbé. Der Buyo-Staudamm wurde über der mittleren Ausdehnung des Flusses 1980, unterhalb des Zusammenflusses mit dem N’zo konstruiert. Der Stausee, der dadurch entstanden ist, wird Buyo-See genannt. Nach weiteren knapp 100 km wird er erneut im Kraftwerk Soubré zur Energiegewinnung genutzt. Direkt nach dem Kraftwerk, noch vor der Stadt Soubré, befinden sich die Nawa-Fälle. Nach weiteren 100 km erreicht er den Gaoulou National Park, von dem er ein Stück durchquert. Unmittelbar danach fließt der Davo in den Sassandra, 12 km bevor er ins Meer mündet. Die Stadt Sassandra liegt an der Küste, wo der Fluss das Meer erreicht. Die Länge des Flusses beträgt ca. 840 Kilometer.

## Hydrometrie
Die Durchflussmenge des Flusses wurde in Soubre bei etwa 80 % des Einzugsgebietes, zwischen den Jahren 1954 und 2004, in m³/s gemessen

## Einzugsgebiet
Das Einzugsgebiet des Sassandra hat eine Größe von etwa 75.000 km². Davon befinden sich 67.000 km² auf dem Gebiet der Elfenbeinküste. Das entspricht knapp über 20 % der Landesfläche.
| Flüsse           | Fläche Gesamt [km²] | Fläche in der Elfenbeinküste [km²] |
| ---------------- | ------------------- | ---------------------------------- |
| Boa              | 10.400              | 9.200                              |
| Bafing           | 8.800               | 5.300                              |
| Kouin            | 2.100               | 2.100                              |
| N’zo             | 7.500               | 7.500                              |
| Lobo             | 12.600              | 12.600                             |
| Davo             | 7.000               | 7.000                              |
| Sassandra Gesamt | 75.000              | 67.000                             |

## Wasserkraftwerke
Flussabwärts gesehen liegen am Sassandra die folgenden Kraftwerke:
| Kraftwerk    | Betreiber   | Leistung (MW) | Erzeugung (Mio. kWh) | Betriebsbeginn |
| ------------ | ----------- | ------------- | -------------------- | -------------- |
| Buyo         | CI-ENERGIES | 165           |                      | 1980           |
| Soubré       | CI-ENERGIES | 275           | 1170                 | 2017           |
| Gribo Popoli | CI-ENERGIES | 112           |                      | in Bau         |